# Szandra
A Szandra női név az Alexandra rövidülése, jelentése: a férfiakat vagy a férfiaktól megvédő.

## Rokon nevek
Alexandra, Alexa, Alexandrin, Alexandrina, Alexia, Alesszia, Aleszja, Szendi

## Gyakorisága
Az újszülötteknek adott nevek körében az 1990-es években ritkán fordult elő. A 2000-es és a 2010-es években sem szerepelt a 100 leggyakrabban adott női név között.
A teljes népességre vonatkozóan a Szandra sem a 2000-es, sem a 2010-es években nem szerepelt a 100 leggyakrabban viselt női név között.

## Névnapok
május 18.
Március 18.

## Híres Szandrák
- Fejes Szandra énekesnő
- Szántó Szandra magyar színésznő
- Zácsik Szandra magyar kézilabdázó
- Sandra Bullock amerikai színésznő
- Sandra Cretu német popénekesnő
- Sandra Kim belga énekesnő
- Sandra Klösel német teniszező
- Sandra Oh kanadai színésznő
- Sandra Echeverría mexikói színésznő, énekesnő, modell